# Kristineberg, Stockholm
Kristineberg är en stadsdel i Kungsholmens stadsdelsområde i Stockholms innerstad. Den ligger på ön Kungsholmens nordvästra del och gränsar i öster mot Stadshagen, i väster mot Traneberg, i söder mot Fredhäll och i sydost mot Marieberg samt till Huvudsta i Solna kommun.

## Historik

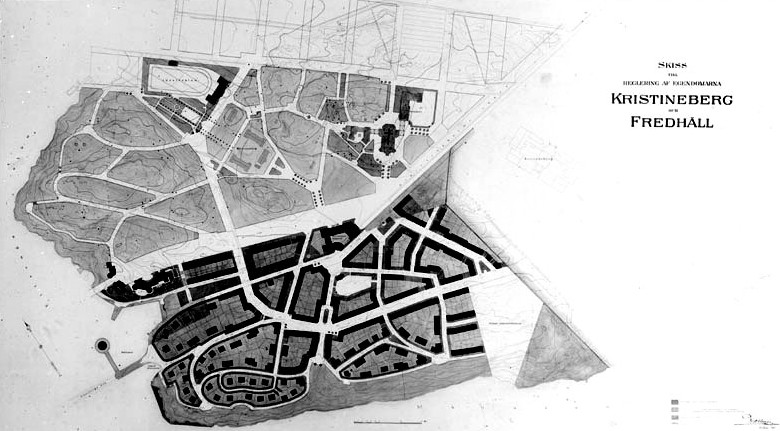
P.O. Hallmans regleringsförslag, 1907.

Området tillhörde tidigare Kristinebergs slott, och köptes av Stockholms stad 1920 tillsammans med Fredhälls gård. Men redan 1907 presenterade stadsplaneraren Per Olof Hallman ett förslag till reglering av egendomarna Kristineberg och Fredhäll. Hans skiss visar ett slingrande vägsystem och Drottningholmsvägens nya nordligare sträckning. Fredhäll är bebyggd medan Kristineberg väster om slottet gestaltade han som en obebyggd park.
Den östra delen kring Thorildsplan byggdes på 1920-talet, medan området väster om slottet uppfördes på 1930-talet och är i funkisstil. Det finns en idrottsplats, Kristinebergs IP och förr fanns här även en velodrom, Hornsbergsvelodromen. I Kristinebergs slotts flyglar och i byggnaden Kullskolan på kullen närmast tunnelbanan ligger sedan 2012 kommunala Kristinebergsskolan.
De båda båtklubbarna som idag ligger i Fredhällsviken invid Tranebergssund, Kristinebergs Båtklubb (KBK) och Stockholms Segelklubb (SSK) har en lika anrik historia som området själv. Kristinebergs Båtklubb har legat på samma plats sedan 1924 och Stockholms Segelklubb har legat på samma plats sedan 1935.

## Bebyggelse
I den norra delen av området låg tidigare Stora Hornsbergs malmgård, men på 1890-talet fick det lämna plats för industrier, bland annat Stora Bryggeriet. Samtidigt restes arbetarbostäder i kvarteret Ängsknarren, ett område som fick det inofficiella namnet Holmia. Under 1920-talets andra hälft utökades området med Nya Holmia då HSB byggde några av de tidigaste bostadsrätterna i staden.
SL:s bussgarage, Hornsbergsdepån i Hornsberg uppfördes 1931-1934 (arkitekt Eskil Sundahl) på ett koloniområde, Iris koloniträdgårdsförening.
Det finns två tunnelbanestationer i Kristineberg, stationerna heter Kristineberg och Thorildsplan, och de trafikeras av den gröna linjen och ligger mellan Fridhemsplan och Alvik.
Gatorna i Kristineberg är uppkallade efter svenska författare såsom Olof von Dalin, Ola Hansson, Nordenflycht, Levertin, Lidner, Bondeson, Thorild med flera.
Under 2009 anlades Kristinebergs strandpark med Krillans skatepark, en modern skateboardpark, helt i betong.

## Demografi
År 2017 hade stadsdelen cirka 7 600 invånare, varav cirka 23,9 procent med utländsk bakgrund.

## Bilder

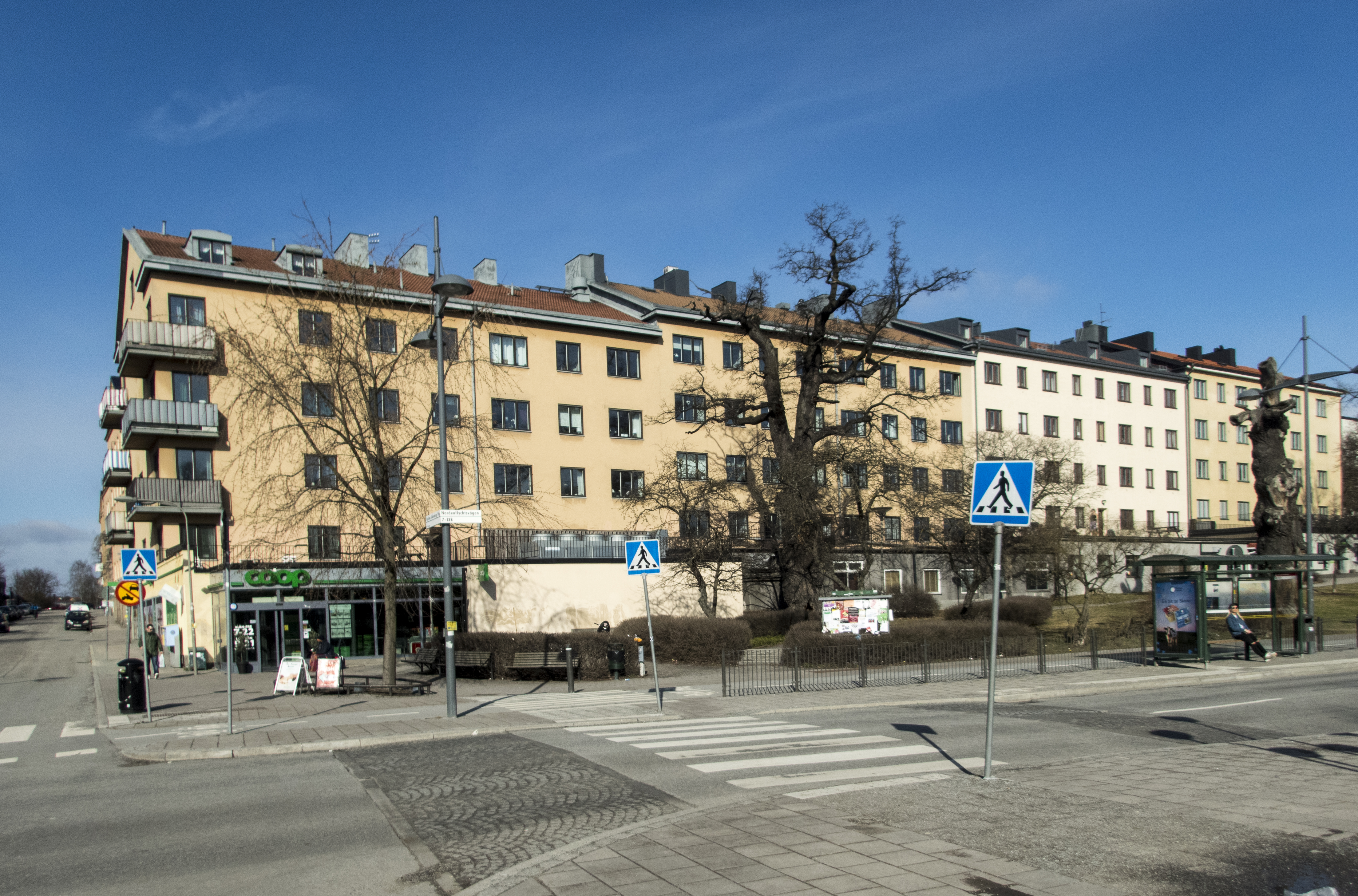
Kvarteret Fyrskeppet, Kristineberg (2015).
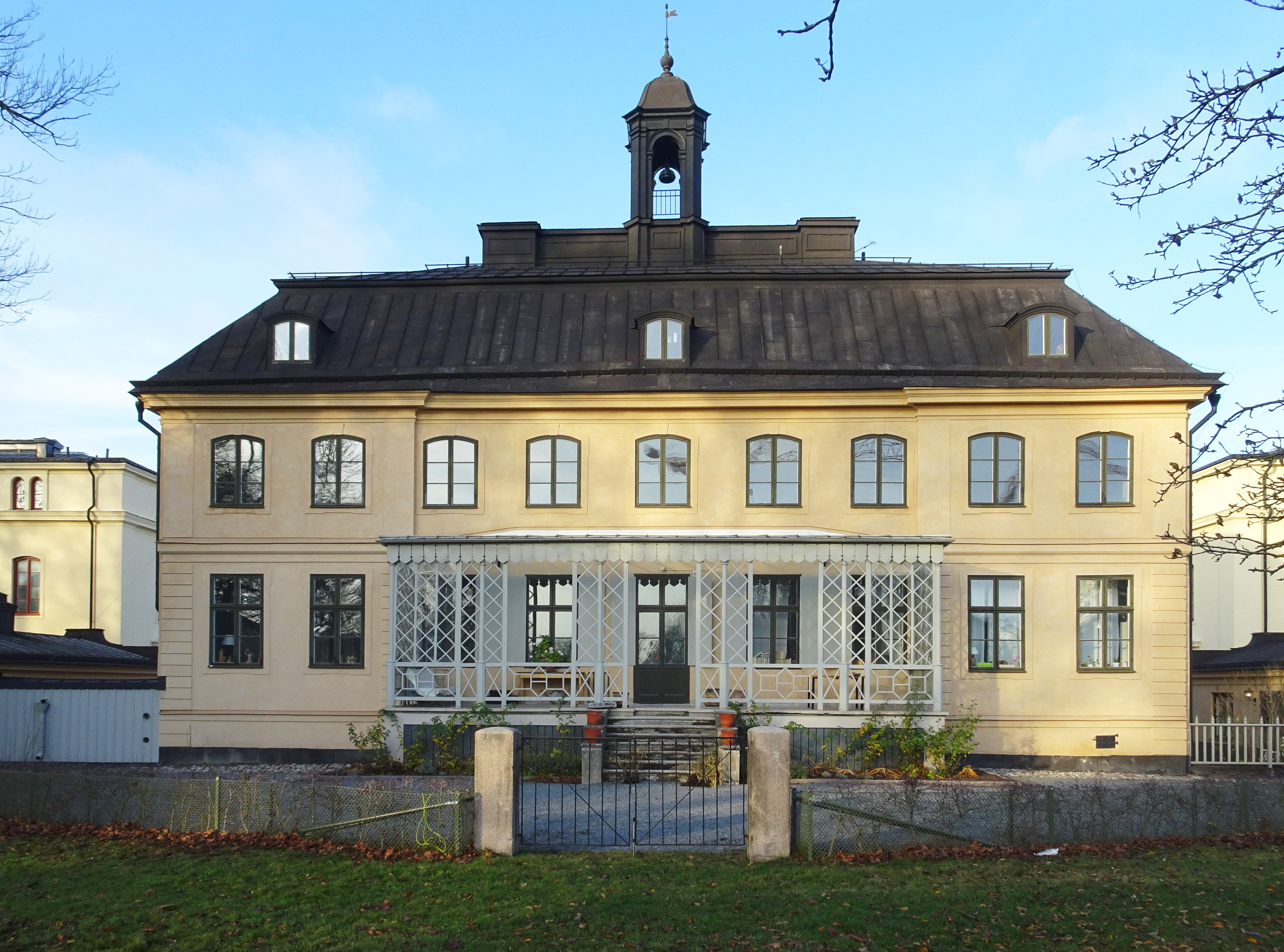
Kristinebergs slott fasad söder (2018).
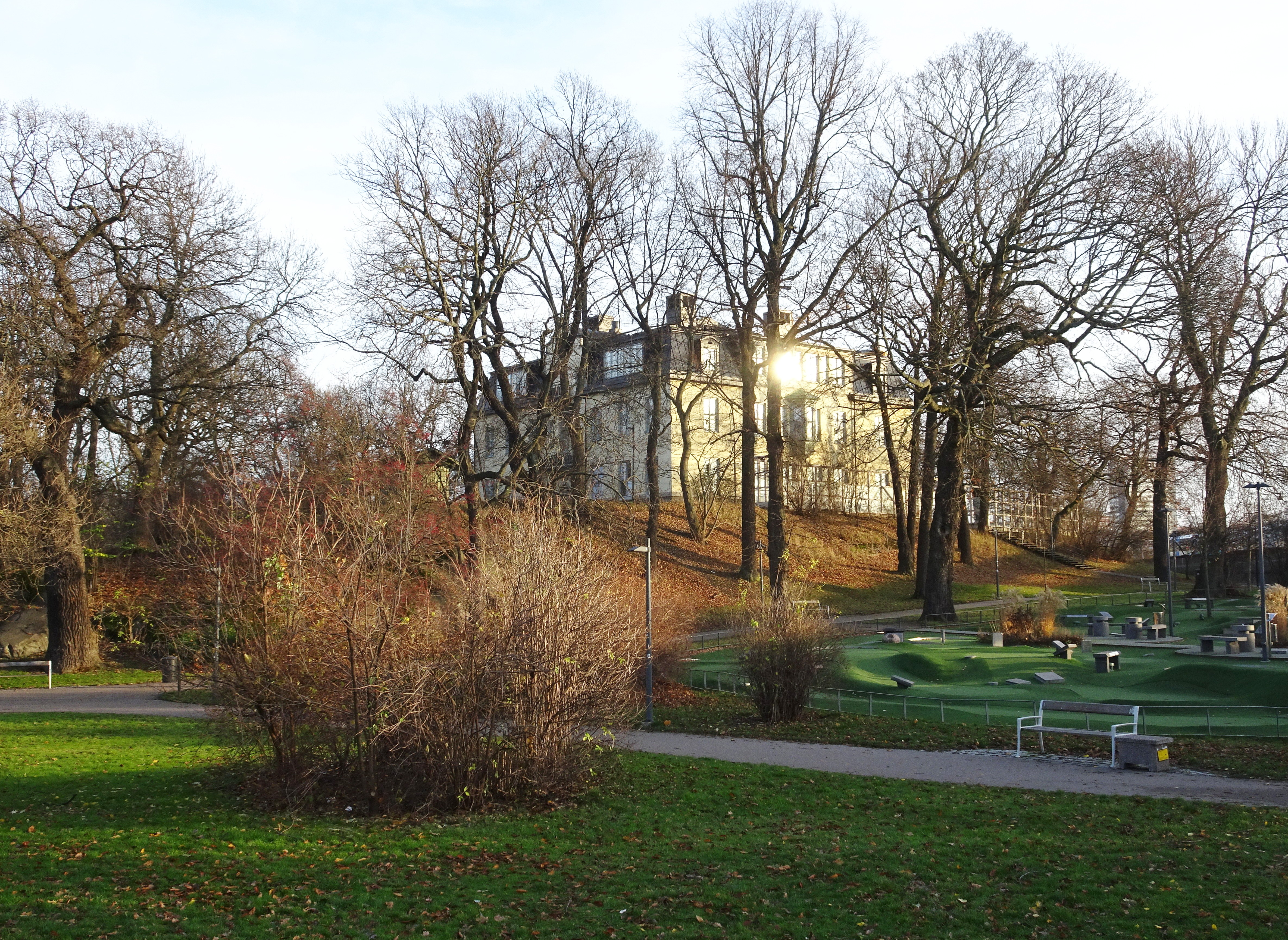
"Kullskolan" på slottets tidigare engelska park (2018).
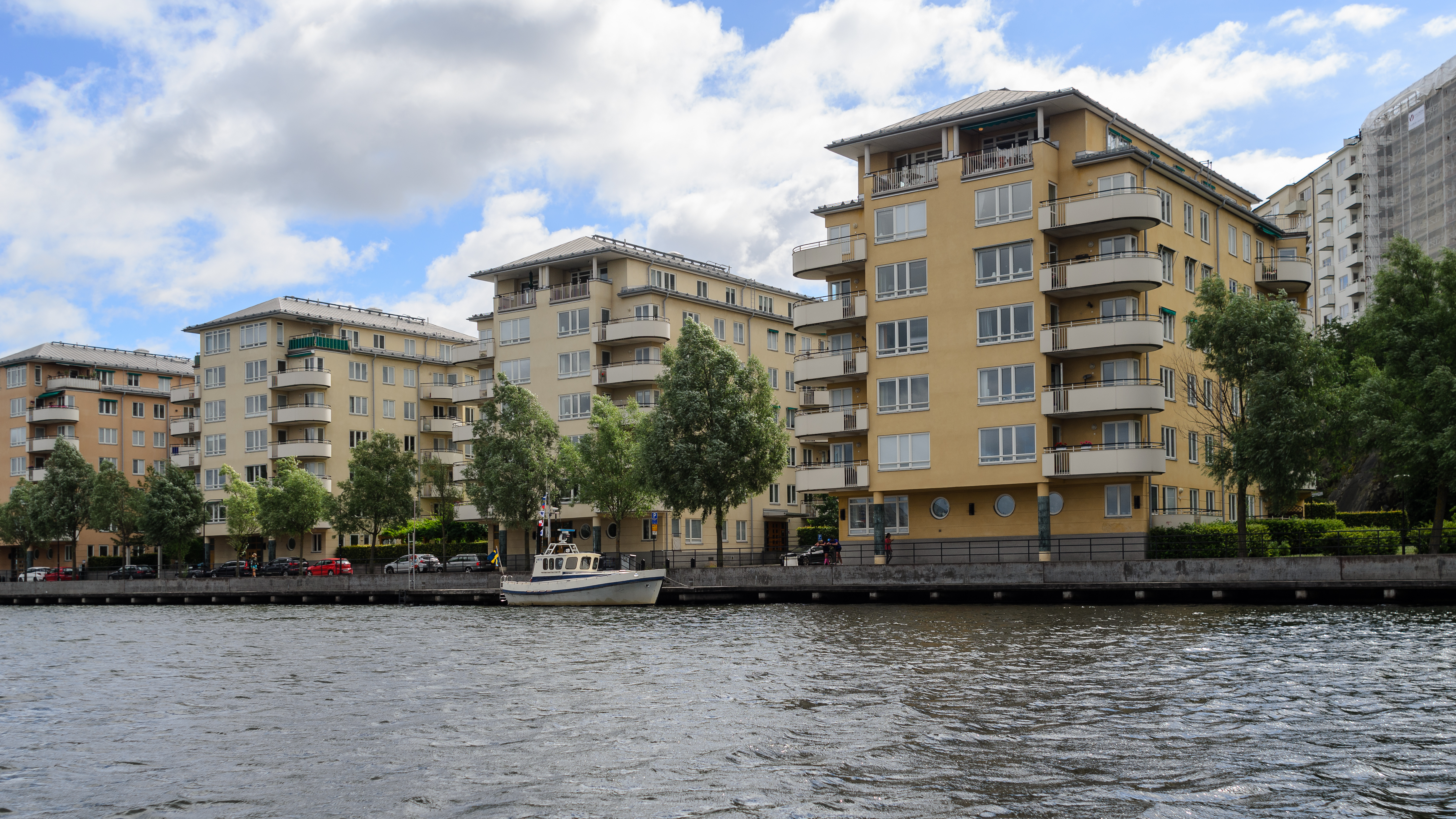
Bostadshus vid Kristinebergs strand (2015).
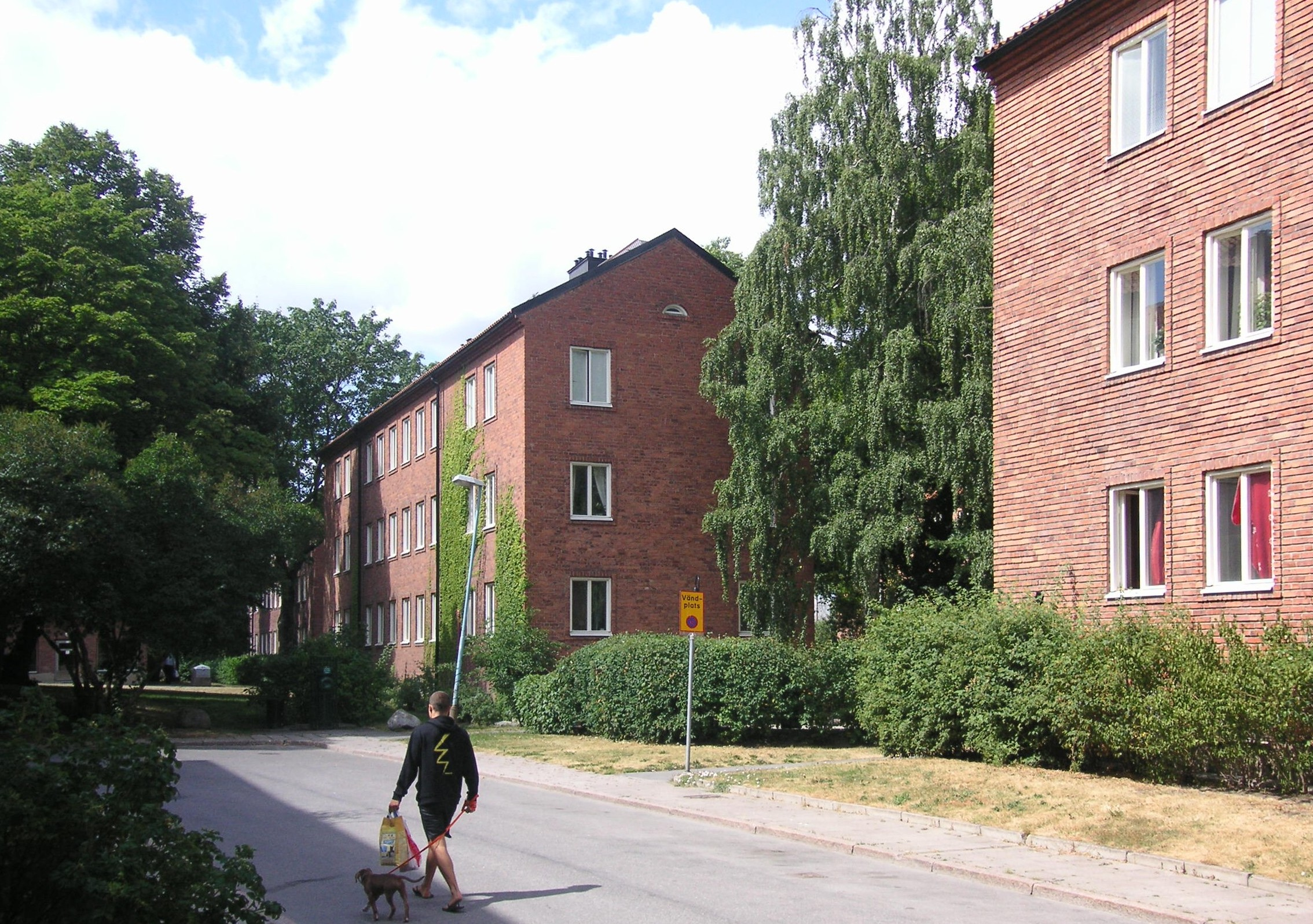
Bostadshus vid Stiernhjelmsvägen (2010).